# Maguén
Maguén (en hebreo: מָגֵן‎) es un kibutz en el suroeste de Israel, en la zona noroeste del desierto del Néguev. Es dependiente del Concejo Regional Eshkol. En 2021 tenía una población de 537 habitantes.

## Historia
Durante la Primera Guerra Mundial, las fuerzas británicas establecieron aquí una base aérea tras la retirada de los turcos. El kibutz fue fundado por inmigrantes procedentes de Rumania el 16 de agosto de 1949. El lugar se encontraba sobre los restos del Maqam (santuario) del jeque Nuran, probablemente el emplazamiento de la ciudad bíblica de Betul (Josué 19:4) y un campo de batalla durante la Operación Assaf en la guerra árabe-israelí de 1948.
La piscina de los Juegos Olímpicos de Atlanta 1996, en la que el equipo israelí de relevos 4×100 metros medley llegó a la final, se calentó con paneles solares fabricados por el kibutz.
Durante la incursión de Hamás de octubre de 2023, Maguén fue una de las aldeas israelíes atacadas, pero logró rechazar a los atacantes. Las Fuerzas de Defensa de Israel contraatacaron con tanques al día siguiente.

## Arqueología
En el kibutz se descubrió un complejo eclesiástico formado por cuatro edificios que arroja luz sobre las características de la construcción de iglesias durante el periodo bizantino. En estas excavaciones se desenterraron mosaicos, inscripciones, vidrio, cerámica y varias monedas.